# Walter Böttger (Politiker)
Walter Böttger (* 14. Januar 1899 in Elster (Elbe); † unbekannt) war ein deutscher Schiffer und Volkskammerabgeordneter für den Freien Deutschen Gewerkschaftsbund (FDGB).

## Leben
Böttger nahm nach dem Besuch der Volksschule eine Ausbildung zum Schiffer auf und qualifizierte sich 1921 zum Schiffsführer für Dampf- und Segelschiffe.
Nach dem Zweiten Weltkrieg war er als Lehrmeister auf einem Jugend-Lehrschiff der Binnenschifffahrt tätig.

## Politik
Böttger trat 1920 der KPD bei und wurde 1946 SED-Mitglied. Nach Ende des Zweiten Weltkriegs war er außerdem Mitglied des FDGB geworden und wurde in die Betriebsgewerkschaftsleitung (BGL) gewählt. Später erfolgte seine Wahl in die Leitung der Betriebsparteiorganisation der SED.
In den Wahlperioden von 1954 bis 1958 war er Mitglied der FDGB-Fraktion in der Volkskammer der DDR.

## Auszeichnungen
- dreifacher Aktivist der sozialistischen Arbeit